# Großsteingrab Tinghus Plantage
Das Großsteingrab Tinghus Plantage ist eine megalithische Grabanlage der jungsteinzeitlichen Nordgruppe der Trichterbecherkultur im Kirchspiel Mårum in der dänischen Kommune Gribskov.

## Lage
Das Grab liegt nordöstlich von Mårum im Waldgebiet Tinghus Plantage. 150 m nördlich wurde ein Steinkistengrab entdeckt.

## Forschungsgeschichte
Mitarbeiter des Dänischen Nationalmuseums führten im Jahr 1886 eine erste Dokumentation der Fundstelle durch. 1942 erfolgte eine erneute Aufnahme durch Mitarbeiter des Nationalmuseums, wobei die Anlage irrtümlich als zerstört vermerkt wurde. Mitarbeiter des Museums in Gilleleje fanden das Grab 1991 hingegen so vor, wie 1886 beschrieben; ebenso Mitarbeiter des Kroppedal-Museums im Jahr 2011.

## Beschreibung
Die Anlage besitzt eine annähernd runde Hügelschüttung, deren Länge mit 10 m und deren Breite mit 0,8 m (gemeint sind wohl 8 m oder 10,8 m) angegeben wird. Auf der Spitze des Hügel befinden sich die Reste einer kleinen ost-westlich orientierten Grabkammer, die wahrscheinlich als Dolmen anzusprechen ist. Zu den Maßen der Kammer liegen keine Angaben vor. Erhalten sind noch der nördliche Wandstein und der westliche Abschlussstein. 6 m östlich des Hügels liegt ein Stein mit einer Länge von 1,5 m und einer Breite von 1,2 m. Vermutlich handelt es sich um einen verschleppten Deckstein. Im Südostteil des Hügels sind Grabungsspuren erkennbar.